# Puerta cochera

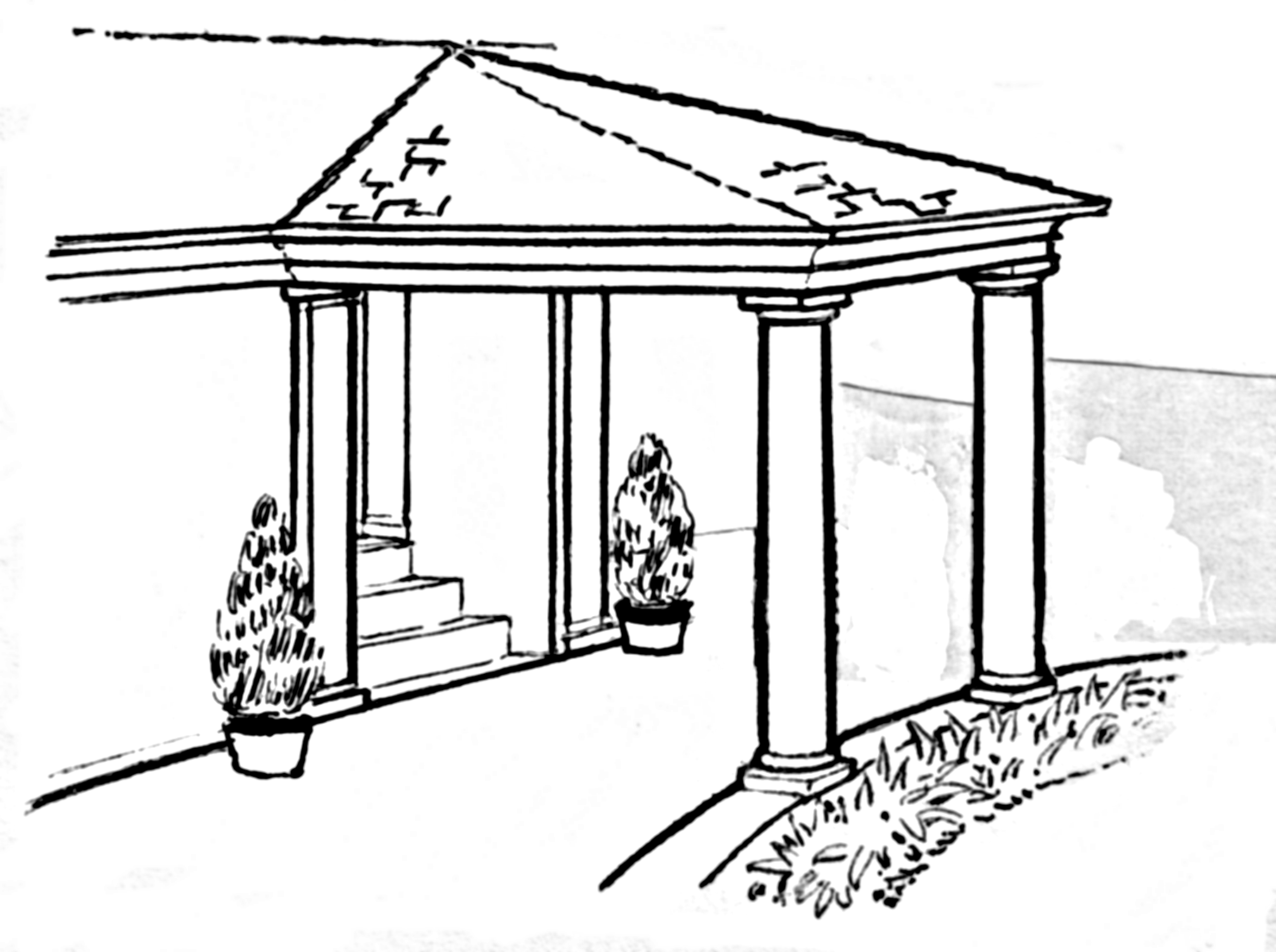
Dibujo de una puerta cochera.

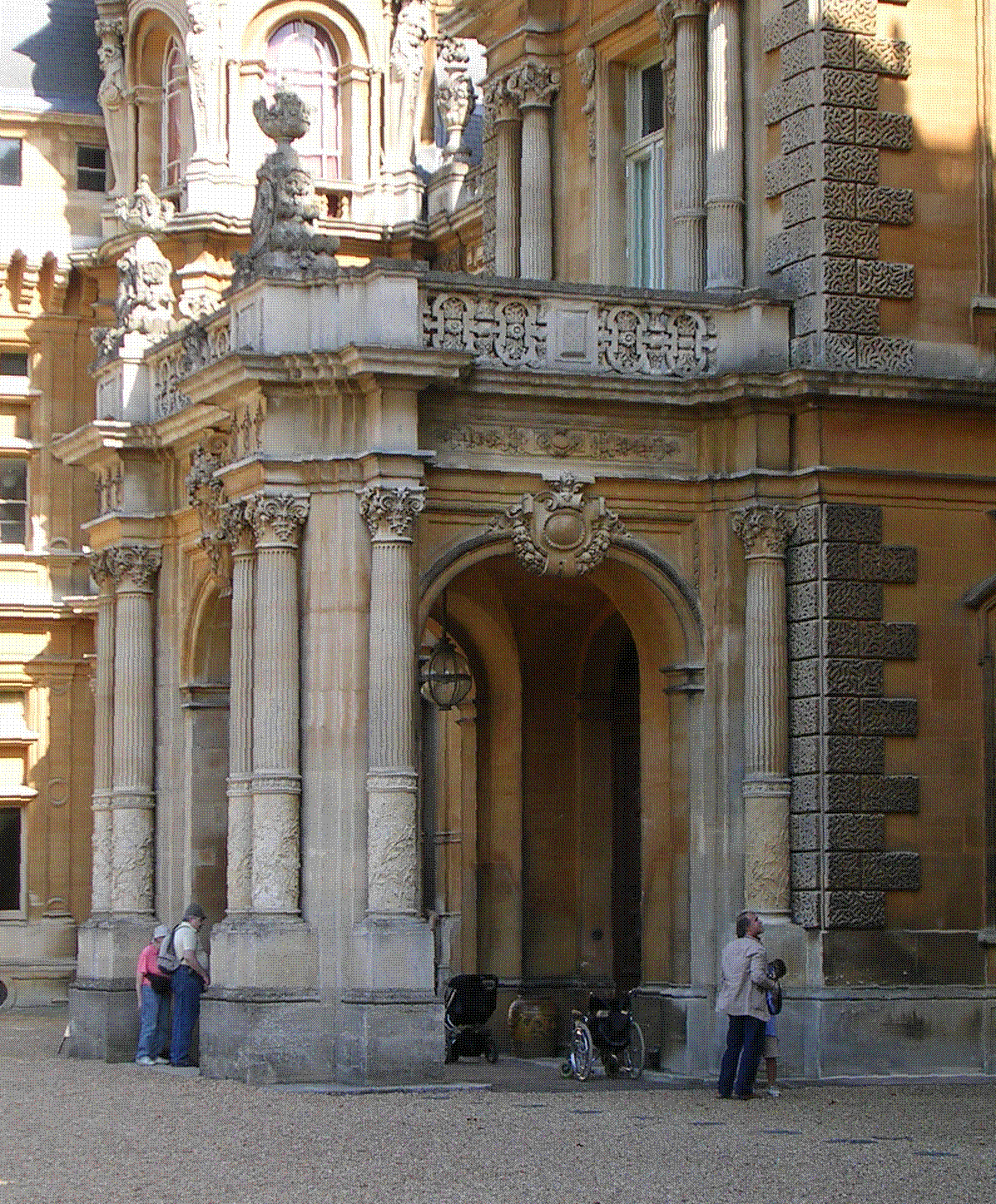
Un porte-cochère típico del, en Waddesdon Manor

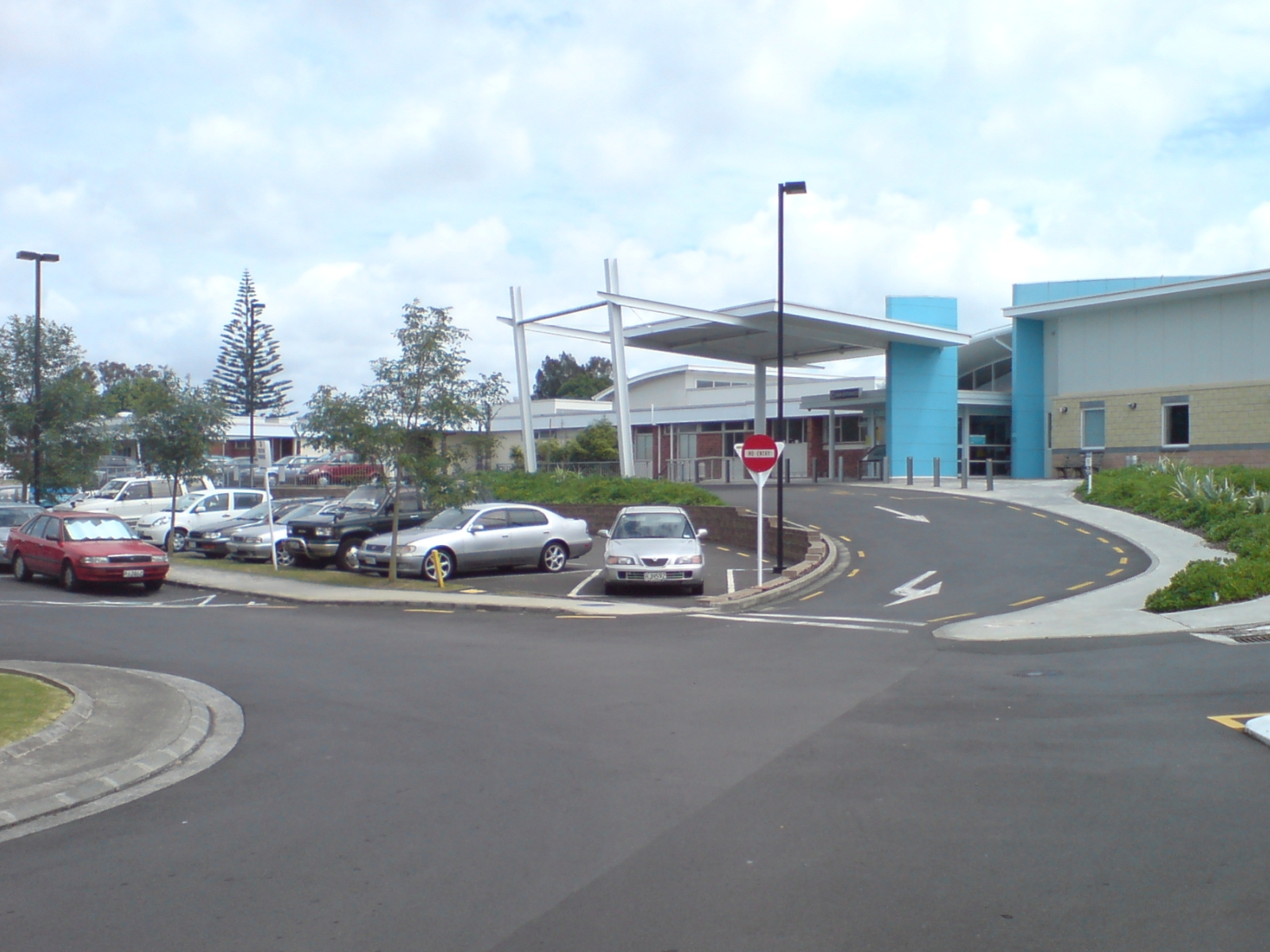
Un ejemplo moderno en un hospital

Una puerta cochera (en francés: porte-cochère), también conocido como entrada de carros o de carruajes, es un porche cubierto o aterrazado que sirve de acceso principal o secundario a un edificio. Permite el paso de un caballo y un carro, y en la actualidad un vehículo de motor evitando así que sus ocupantes se vean afectados por los elementos al llegar o marcharse.
Los portes-cochère todavía se encuentran en estructuras tales como edificios públicos y hoteles, ofreciendo acceso cubierto para los visitantes y los huéspedes que lleguen en transporte motorizado.
Las puertas cocheras que permiten el paso de vehículos, a menudo son confundidos con pórticos, columnas de pórticos o entradas para el tráfico humano. Tampoco deben confundirse con las puertas de acceso a un garaje o cochera.

## Historia
La puerta cochera fue una característica de muchas mansiones y edificios públicos de finales del siglo XVIII y del siglo XIX. Un ejemplo bien conocido es en el Palacio de Buckingham en Londres. Un pórtico en la Casa Blanca en Washington D. C. es a menudo confundido con un porte-cochère, donde una rampa elevada para vehículos proporciona a un pórtico arquitectónico la funcionalidad de este último.
En la actualidad se encuentran tanto en casas particulares como en edificios públicos, iglesias, hoteles, centros de salud y escuelas. Difieren de una marquesina para coches o cubierta para aparcamientos en que los vehículos pasan por debajo para que los pasajeros se suban o bajen en lugar de estar estacionado.
A menudo al pie de la puerta cochera se colocan los guardarruedas, que actúan como bolardos protectores para evitar que los vehículos dañen la estructura.